# Leith (Dakota Północna)
Leith – miasto w Stanach Zjednoczonych, w stanie Dakota Północna, w hrabstwie Grant.